# Арбітри чемпіонату світу з футболу 2022
Далі подається затверджений список ФІФА головних арбітрів, асистентів та відеоасистентів чемпіонату світу 2022 року.
Вперше в історії чемпіонатів світу з футболу Комітет арбітрів ФІФА призначив також трьох жінок-арбітрів та трьох жінок-асистентів арбітрів.

## Головні арбітри та асистенти
19 травня 2022 року ФІФА затвердила список з 36 суддів та 63 асистентів арбітрів, відібраних для обслуговування матчів чемпіонату світу.
| Конфедерація | Арбітр                                  | Асистенти                                                                   | Матчі |
| ------------ | --------------------------------------- | --------------------------------------------------------------------------- | --- |
| АФК          | Абдулрахман Аль-Джассім (Катар)         | Талеб Аль-Маррі (Катар) Сауд Аль-Макалех (Катар)                            | США — Уельс (Група B) Хорватія — Марокко (Матч за третє місце)                                                                  |
| АФК          | Кріс Біт (Австралія)                    | Антон Шчетінін (Австралія) Ешлі Біхам (Австралія)                           | Мексика — Польща (Група C) |
| АФК          | Аліреза Фагані (Іран)                   | Мохаммадреза Мансурі (Іран) Мохаммадреза Абулфазлі (Іран)                   | Бразилія — Сербія (Група G) Португалія — Уругвай (Група H)                                                                      |
| АФК          | Ма Нін (Китай)                          | Цао Ї (Китай) Ши Сян (Китай)                                                | |
| АФК          | Мохаммед Абдулла Хассан Мохамед (ОАЕ)   | Мохамед Аль-Хаммаді (ОАЕ) Хасан Аль-Махрі (ОАЕ)                             | Іспанія — Коста-Рика (Група E) Камерун — Сербія (Група G)                                                                       |
| АФК          | Йосімі Ямасіта (Японія)                 |                                                                             | |
| КАФ          | Бакарі Гассама (Гамбія)                 | Махмуд Абуельрегаль (Єгипет) Нгуегуе Елвіс Гі Нупуе (Камерун)               | Нідерланди — Катар (Група A) |
| КАФ          | Мустафа Горбаль (Алжир)                 | Мокране Гурарі (Алжир) Абдельгак Етчіалі (Алжир)                            | Нідерланди — Еквадор (Група A) Австралія — Данія (Група D)                                                                      |
| КАФ          | Віктор Гомес (ПАР)                      | Захеле Сівела (ПАР) Соуру Фатсоане (Лесото)                                 | Франція — Австралія (Група D) Японія — Іспанія (Група E)                                                                        |
| КАФ          | Саліма Мукансанга (Руанда)              |                                                                             | |
| КАФ          | Магетт Н'Діає (Сенегал)                 | Джібріль Камара (Сенегал) Ель Хадж Малік Самба (Сенегал)                    | |
| КАФ          | Янні Сіказве (Замбія)                   | Жерсон дос Сантос (Ангола) Арсеніо Марренгула (Мозамбік)                    | Бельгія — Канада (Група F) |
| КОНКАКАФ     | Іван Бартон (Сальвадор)                 | Девід Моран (Сальвадор) Захері Зігелаар (Суринам)                           | Німеччина — Японія (Група E) Бразилія — Швейцарія (Група G) Англія — Сенегал (1/8 фіналу)                                       |
| КОНКАКАФ     | Ісмаїл Ельфат (Сполучені Штати Америки) | Кайл Аткінс (Сполучені Штати Америки) Корі Паркер (Сполучені Штати Америки) | Португалія — Гана (Група H) Камерун — Бразилія (Група G) Японія — Хорватія (1/8 фіналу)                                         |
| КОНКАКАФ     | Маріо Ескобар (Гватемала)               | Калеб Волс (Тринідад і Тобаго) Хуан Карлос Мора (Коста-Рика)                | Уельс — Іран (Група B) |
| КОНКАКАФ     | Саїд Мартінез (Гондурас)                | Вальтер Лопес (Гондурас) Гелпіс Раймундо Феліз (Домініканська Республіка)   | |
| КОНКАКАФ     | Сезар Артуро Рамос (Мексика)            | Альберто Морін (Мексика) Мігель Ернандес (Мексика)                          | Данія — Туніс (Група D) Бельгія — Марокко (Група F) Португалія — Швейцарія (1/8 фіналу) Франція — Марокко (1/2 фіналу)          |
| КОНМЕБОЛ     | Рафаель Клаус (Бразилія)                | Родріго Фігейреду (Бразилія) Даніло Сімон Маніс (Бразилія)                  | Англія — Іран (Група B) Хорватія — Марокко (Група F)                                                                            |
| КОНМЕБОЛ     | Андрес Матонте (Уругвай)                | Ніколас Таран (Уругвай) Мартін Соппі (Уругвай)                              | Хорватія — Канада (Група F) |
| КОНМЕБОЛ     | Кевін Ортега (Перу)                     | Мікаель Оруе (Перу) Хесус Санчес (Перу)                                     | |
| КОНМЕБОЛ     | Фернандо Рапалліні (Аргентина)          | Хуан Пабло Белатті (Аргентина) Дієго Бонфа (Аргентина)                      | Марокко — Хорватія (Група F) Сербія — Швейцарія (Група G) Марокко — Іспанія (1/8 фіналу)                                        |
| КОНМЕБОЛ     | Факундо Тельйо (Аргентина)              | Езекіль Брайловський (Аргентина) Габріель Чаде (Аргентина)                  | Швейцарія — Камерун (Група G) Південна Корея — Португалія (Група H) Марокко — Португалія (1/4 фіналу)                           |
| КОНМЕБОЛ     | Хесус Валенсуела (Венесуела)            | Хорхе Уррего (Венесуела) Туліо Морено (Венесуела)                           | Англія — США (Група B) Франція — Польща (1/8 фіналу)                                                                            |
| КОНМЕБОЛ     | Вілтон Сампайо (Бразилія)               | Бруно Боскілья (Бразилія) Бруно Пірес (Бразилія)                            | Сенегал — Нідерланди (Група A) Польща — Саудівська Аравія (Група C) Нідерланди — США (1/8 фіналу) Англія — Франція (1/4 фіналу) |
| ОФК          | Метью Конгер (Нова Зеландія)            | Марк Рул (Нова Зеландія) Тевіта Макасіні (Тонга)                            | Туніс — Франція (Група D) |
| УЄФА         | Стефані Фраппар (Франція)               | Неуза Бак (Бразилія) Карен Діаз Медіна (Мексика)                            | Коста-Рика — Німеччина (Група E)                                                                                                |
| УЄФА         | Іштван Ковач (Румунія)                  | Овідіу Артене (Румунія) Васіле Марінеску (Румунія)                          | |
| УЄФА         | Данні Маккелі (Нідерланди)              | Гессель Стеегстра (Нідерланди) Ян Де Фріс (Нідерланди)                      | Іспанія — Німеччина (Група E) Польща — Аргентина (Група C)                                                                      |
| УЄФА         | Шимон Марциняк (Польща)                 | Павел Сокольницький (Польща) Томаш Лісткевич (Польща)                       | Франція — Данія (Група D) Аргентина — Австралія (1/8 фіналу) Аргентина — Франція (Фінал)                                        |
| УЄФА         | Антоніо Матео Лаос (Іспанія)            | Пау Себріан Девіс (Іспанія) Роберто Діас Перес дель Паломар (Іспанія)       | Катар — Сенегал (Група A) Іран — США (Група B) Нідерланди — Аргентина (1/4 фіналу)                                              |
| УЄФА         | Майкл Олівер (Англія)                   | Стюарт Берт (Англія) Саймон Беннетт (Англія)                                | Японія — Коста-Рика (Група E) Саудівська Аравія — Мексика (Група C) Хорватія — Бразилія (1/4 фіналу)                            |
| УЄФА         | Даніеле Орсато (Італія)                 | Кіро Карбоне (Італія) Алессандро Галлатіні (Італія)                         | Катар — Еквадор (Група A) Аргентина — Мексика (Група C) Аргентина — Хорватія (1/2 фіналу)                                       |
| УЄФА         | Даніель Зіберт (Німеччина)              | Рафаель Фольтин (Німеччина) Ян Зайдель (Німеччина)                          | Туніс — Австралія (Група D) Гана — Уругвай (Група H)                                                                            |
| УЄФА         | Ентоні Тейлор (Англія)                  | Гарі Бесвік (Англія) Адам Нанн (Англія)                                     | Південна Корея — Гана (Група H) Хорватія — Бельгія (Група F)                                                                    |
| УЄФА         | Клеман Тюрпен (Франція)                 | Ніколя Дано (Франція) Сиріл Гренгор (Франція)                               | Уругвай — Південна Корея (Група H) Еквадор — Сенегал (Група A) Бразилія — Південна Корея (1/8 фіналу)                           |
| УЄФА         | Славко Винчич (Словенія)                | Томаж Кланчник (Словенія) Андраж Ковачич (Словенія)                         | Аргентина — Саудівська Аравія (Група C) Уельс — Англія (Група B)                                                                |

## Відеоасистенти арбітра
19 травня 2022 року ФІФА оголосила про призначення 24 відеоасистентів рефері (VAR). Для кожної гри чемпіонату світу буде призначений один відеоасистент арбітра і три асистенти відеоасистентів рефері, кожен з яких відповідає за різні ситуації. Вони підтримуватимуть головного арбітра з відеоопераційної.
| Конфедерація | Арбітр VAR                            |
| ------------ | ------------------------------------- |
| АФК          | Шон Еванс (Австралія)                 |
| АФК          | Абдулла Аль-Маррі (Катар)             |
| АФК          | Мухаммад Такі (Сінгапур)              |
| КАФ          | Редуан Жиєд (Марокко)                 |
| КАФ          | Аділь Зурак (Марокко)                 |
| КОНКАКАФ     | Дрю Фішер (Канада)                    |
| КОНКАКАФ     | Фернандо Герреро (Мексика)            |
| КОНКАКАФ     | Армандо Вільярреал (США)              |
| КОНМЕБОЛ     | Хуліо Баскуньян (Чилі)                |
| КОНМЕБОЛ     | Ніколас Галло (Колумбія)              |
| КОНМЕБОЛ     | Леодан Гонсалес (Уругвай)             |
| КОНМЕБОЛ     | Хуан Сото (Венесуела)                 |
| КОНМЕБОЛ     | Мауро Вільяно (Аргентина)             |
| УЄФА         | Жером Брізар (Франція)                |
| УЄФА         | Бастіан Данкерт (Німеччина)           |
| УЄФА         | Рікардо де Бургос (Іспанія)           |
| УЄФА         | Марко Фріц (Німеччина)                |
| УЄФА         | Алехандро Ернандес Ернандес (Іспанія) |
| УЄФА         | Массіміліано Ірраті (Італія)          |
| УЄФА         | Томаш Квятковський (Польща)           |
| УЄФА         | Хуан Мартінес Мунуера (Іспанія)       |
| УЄФА         | Бенуа Мілло (Франція)                 |
| УЄФА         | Паоло Валері (Італія)                 |
| УЄФА         | Пол ван Букел (Нідерланди)            |